# گونشلی (بیله‌سوار)
گونشلی (به ترکی آذربایجانی: Günəşli، تا سال ۲۰۰۵ کیروفکا Kirovka) یک روستا و منطقه مسکونی در جمهوری آذربایجان است که در شهرستان بیله‌سوار واقع شده است. گونشلی ۲۷۲۳ نفر جمعیت دارد.